# Namaortyx sperrgebietensis
Namaortyx sperrgebietensis — вид базальних куроподібних птахів, що існував в еоцені, 40-37 млн років тому.

## Скам'янілості
Рештки птаха (майже повний правий tarsometatarsus) знайдено у Шперргебіті на півдні Намібії. Родинні зв'язки птаха точно невизначені через нечисленність викопного матеріалу. Можливо, був близьким до Quercymegapodius.

## Етимологія
Біноміальна назва птаха вказує на типове місцезнаходження виду: Namaortyx на країну Намібія, N. sperrgebietensis на місцевість Шперргебіт.

## Опис
Рештки Namaortyx вказують на те, що птах мав досить широку стопу, яка, можливо, допомагала йому ходити на м'якому ґрунті, такому як вологі джунглі або болота.